# Borobudur
Borobodur (indonesiska: Candi Borobudur) är ett buddhistiskt monument nära Yogyakarta på ön Java i Indonesien. Det byggdes runt 750–850 e.Kr., men övergavs successivt och började förfalla när öns maktcentrum flyttade till östra Java runt år 930.
Monumentet mäter hela 55 000 kvadratmeter och upptogs 1991 på Unescos världsarvslista, framför allt på grund av sin rika utsmyckning. Det är Indonesiens mest besökta turistmål, och tillika det största byggnadsverket på södra halvklotet.

## Historia

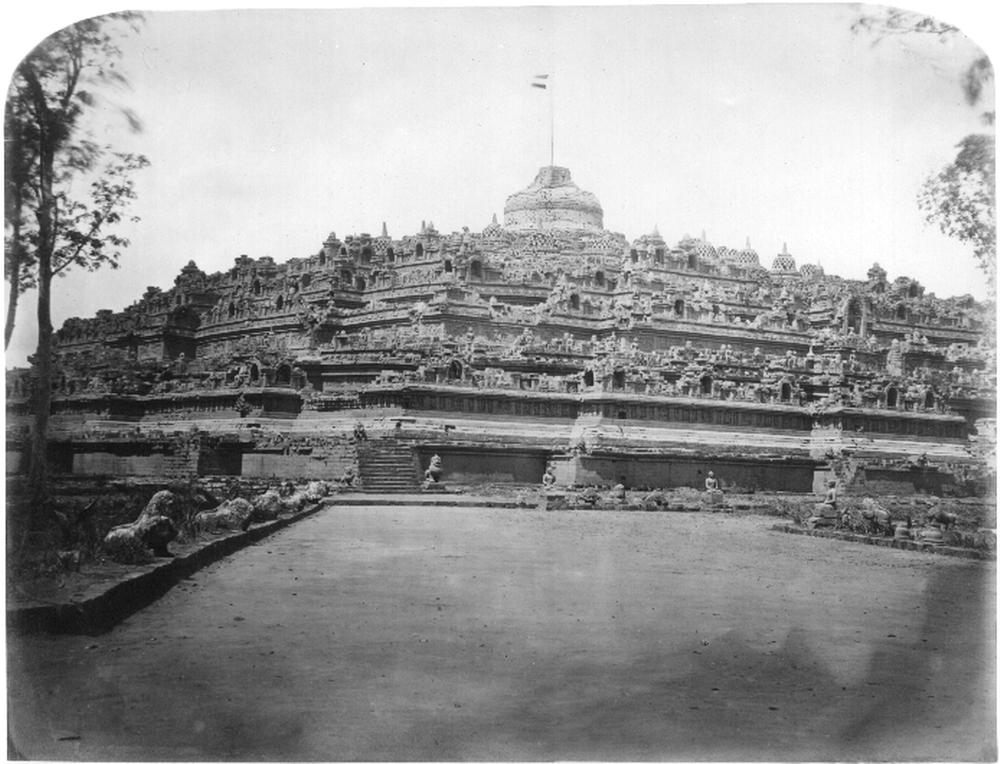
Ett fotografi från 1873, med kolonialmaktens flagga på toppen av Borobudur.

Borobudur beräknas ha tagit omkring 75 år att bygga och antas ha stått färdigt någon gång omkring år 800, under kungariket Matarams (även kallat Medang) Sailendradynasti. Det var en period då centrala Java var öns maktcentrum. En av reliefbilderna på Borobudur tros föreställa det sailendriska hovet, med kungen och drottningen sittande på en tron framför sina undersåtar.
Det tycks som om templet successivt började överges omkring 200 år senare, med framväxten av Kediririket på östra Java.
Templet ligger helt öde sedan 1400-talet, samtidigt med islams erövringar och de buddhistiska kungarikenas återgång. Under århundradena som följde nämns templet ofta som en förhäxad plats, som förde med sig olycka om man besökte det. Två 1700-talskrönikor nämner det som en källa till olycka. Anledningen till ryktesspridningen var att avskräcka folk från att resa sig mot det muslimska förtrycket sedan Mas Dana, som var ledare för en frihetsrörelse, tog sin tillflykt dit men hans grupp besegrades och dömdes till döden 1709 av sultanatet Mataram.
År 1814 återupptäcktes monumentet av holländska kolonisatörer när de upptäckte stenarna vid ett byggnadsprojekt. En stor del av templet låg begravet under marken som ett berg väl dolt medan alla buddhistiska troende var för länge sedan borta. Förklaringen bakom dessa troendes försvinnanden är än idag censurerad i den indonesiska historieskrivningen men kan i ett av teaterskuggspelet Wayang kulit beskådas när det uppförs olika romantiska krigstema om islams spridning till öarna under sultanatet sultanatet Demak under 1400-talet. Sista gången templet omskrivs som en aktiv plats var 1365 i skriften Nagarakretagama.
År 1973 genomfördes en stor renovering bekostad av Unesco och först 1991 togs det upp på världsarvslistan.

## Konstruktion

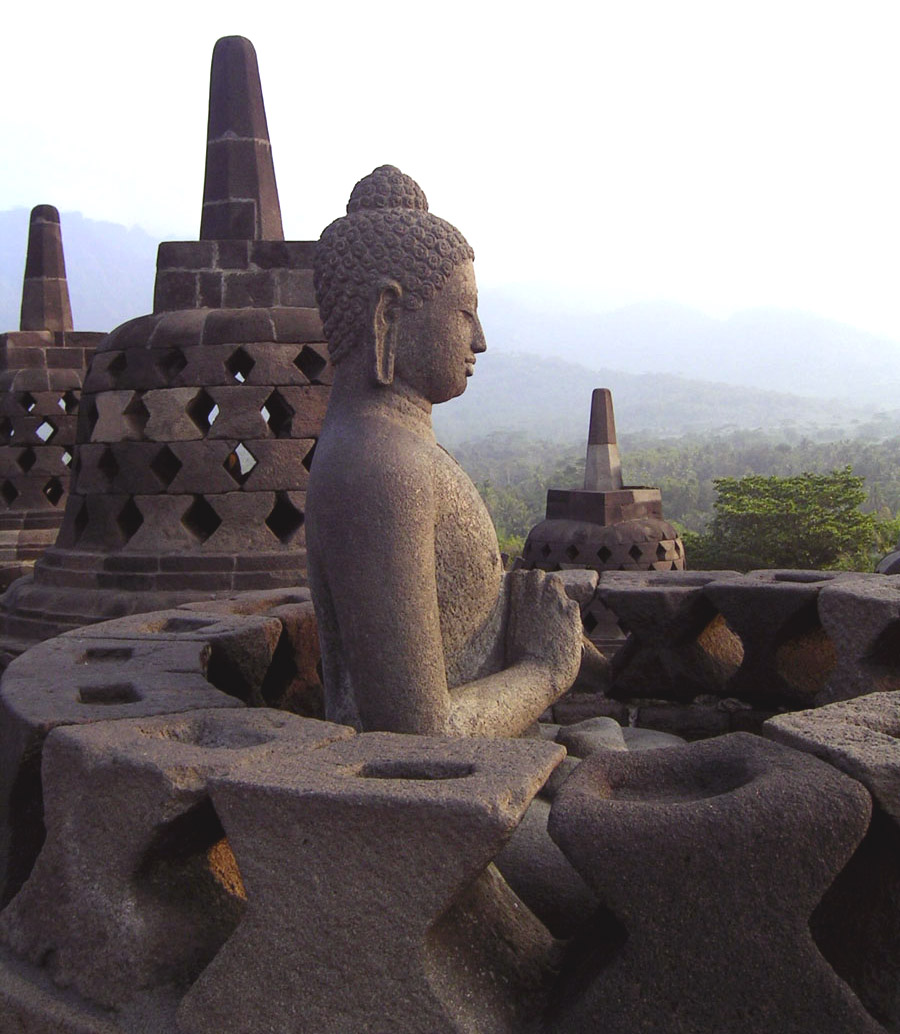
En stupa har öppnats så att buddhan syns.

Templet är byggt på en naturlig kulle och i formen av en stor stupa med nio etager. För en pilgrim föreskrivs att vandringen mot templets centrum ska bestå av ett varv motsols längs varje etage, totalt 3000 meter.
De lägre etagerna är kantade av reliefer. På de högre står 72 stupor med buddhastatyer i, omgivande en stor stupa i mitten.

## Reliefer

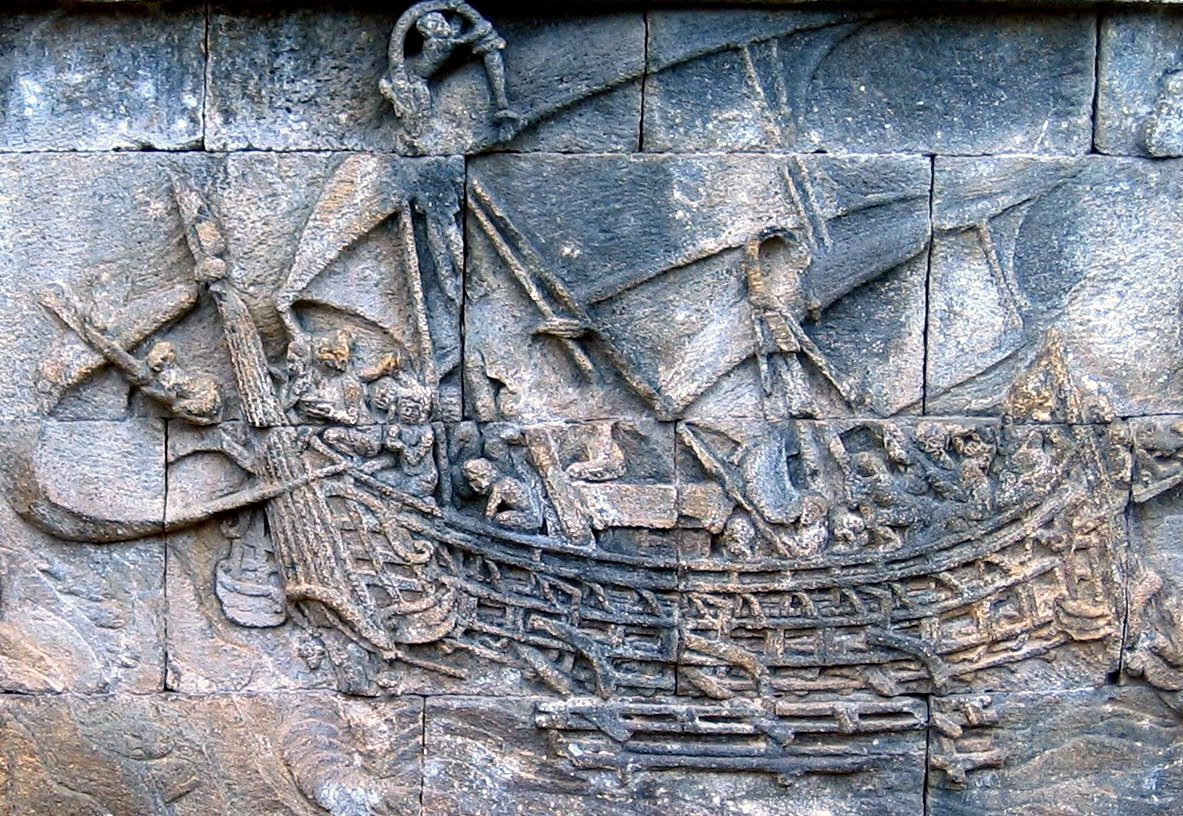
Relief föreställande ett skepp.

Pilgrimsvägen mot toppen är kantad med reliefer som avbildar scener ur Buddhas liv, blandat med vardagsscener från 800-talets Java. Det finns omkring 2 670 reliefer, som täcker en yta på omkring 2 500 kvadratmeter.
Eftersom det till skillnad från till exempel det näraliggande och ungefär samtida Prambanantemplet saknas skriftliga källor som dokumenterar bygget av Borobudur, har man fått använda motiven på relieferna för att fastslå ungefär när templet restes.
Relieferna vid det nedersta etaget är övertäckta, eftersom byggmästarna upptäckte att byggnaden blev för tung och man var tvungen att utöka och förstärka grunden.